# Euphorbia lagunillarum
Euphorbia lagunillarum är en törelväxtart som beskrevs av Léon Camille Marius Croizat. Euphorbia lagunillarum ingår i släktet törlar, och familjen törelväxter. Inga underarter finns listade i Catalogue of Life.